# Zakochany tyran
Zakochany tyran (jap. 恋する暴君 Koisuru bōkun) – manga yaoi autorstwa Hinako Takanagi. Zakochany tyran jest sequelem mangi Takanagi Challengers. Seria pojawiła się na listach bestsellerów zarówno w Japonii, jak i w Niemczech, a także długo opóźniona premiera w Stanach Zjednoczonych została oznaczona jako „jedno z najbardziej oczekiwanych wydawnictw yaoi”. W Polsce manga jest wydawana przez wydawnictwo Kotori.
W 2010 roku studio Primetime wyprodukowało dwuodcinkową serię OVA na podstawie pierwszego tomu mangi.

## Fabuła
Morinaga od kilku lat jest zakochany w swoim senpaiu ze studiów, Tatsumim. Niestety, Tatsumi najbardziej na świecie nienawidzi gejów, dlatego też Morinaga nie robił sobie nigdy większych nadziei. Kiedy jednak postanowił zaryzykować i wyznał swoją miłość, mimo iż został odrzucony, ich przyjaźń przetrwała. Czy relacje między panami w końcu się pogłębią?

## Bohaterowie
Sōichi Tatsumi (jap. 巽宗一 Tatsumi Sōichi)
Seiyū: Hikaru Midorikawa 
Student pierwszego roku studiów doktoranckich na wydziale Agricultural Sciences na Uniwersytecie w Nagoi. Najstarszy z rodzeństwa. Jest introwertykiem, całe dnie spędzającym w laboratorium. Nie przepada za ludźmi i nie szuka z nimi kontaktów (wyjątek stanowi Morinaga Tetsuhiro z którym jest praktycznie nierozłączny). Z wyglądu niepozorny, ale w rzeczywistości wybuchowy i sceptyczny choleryk. Bardzo łatwo wytrącić go z równowagi. Nagannie stosuje przemoc m.in. w stosunku do swojego asystenta. Jako jedyna postać w komiksie przeklina. Sōichi jest znany ze swojej homofobii, będącej efektem przykrego incydentu jakiego doświadczył w przeszłości. Mimo że jest nieobliczalny, prawie nigdy się nie uśmiecha i wzbudza w wielu osobach strach, wielokrotnie dał dowód swojego wielkiego serca i gotowości do niesienia pomocy. Ze względu na swoją niechęć do homoseksualistów długo opierał się zalotom swojego kōhai, a nawet, gdy już je przyjął, trzyma swój związek w tajemnicy przed światem i bliskimi. Pochodzi z Nagoi. Jest pierwszoplanowym bohaterem Zakochanego tyrana i drugoplanowym w Challengers.
Tetsuhiro Morinaga (jap. 森永哲博 Morinaga Tetsuhiro)
Seiyū: Kōsuke Toriumi 
Student pierwszego roku studiów inżynierskich na wydziale Agricultural Sciences na Uniwersytecie w Nagoi. Jest zakochany w Sōichim od pierwszego wejrzenia.
Hiroto (jap. ヒロト)
Seiyū: Daisuke Hirakawa 
Pracuje jako barman w barze dla gejów Adamsite. Jest zdeklarowanym gejem, ma takowy sposób bycia, ubierania i mówienia (odniesienie do słuchowisk). Przyjaciel i powiernik Morinagi, bardzo często doradza mu w sprawach miłosnych, a ich rozmowy tworzą pewnego rodzaju wstęp do każdego tomu. Niejednokrotnie można odnieść wrażenie, że jest zadurzony w Tetsuhiro. Unika kontaktu z Sōichim, gdyż homofobia blondyna w połączeniu z jego wybuchowym charakterem, napawa go lękiem. Pochodzi z Tokio. Jest postacią drugoplanową Zakochanym tyranie (choć pojawia się w każdym tomie) i epizodyczną w Challengers.
Kanako Tatsumi (jap. 巽かなこ Tatsumi Kanako)
Seiyū: Ayaka Kyō 
14-letnia siostra Sōichiego. Mądra, miła, odpowiedzialna, pracowita i szczera. Cechuje ją duża sympatia w stosunku do każdego i optymistyczne podejście do świata. Ma dość bujną wyobraźnię, która czasem prowadzi do niezręcznych sytuacji. Prawdopodobnie najbardziej zaradna z całej rodziny. Pochodzi z Nagoi. Jest postacią drugoplanową w Zakochanym tyranie (do 6 tomu) i epizodyczną w Challengers.
Taichirō Isogai (jap. 磯貝太一郎 Isogai Taichirō)
Seiyū: Toshihiko Seki 
Najlepszy przyjaciel, a zarazem obrońca Kurokawy. Ma bardzo sympatyczną osobowość i trudno go rozzłościć. Do tego bardzo rozrywkowy, lubi przebywać tam, gdzie coś się dzieje. Ma tendencję do wpychania nosa w nie swoje sprawy, jednak zwykle wychodzi to ludziom na dobre. Jedyna postać, która potrafi okiełznać charakter tytułowego tyrana. Znienawidzony przez Tetsuhiro i Sōichiego (jednakowoż stosunki między Sōichim i Isogaiem ocieplają się trochę w 8 tomie). Pochodzi z Tokio. Postać epizodyczna w Zakochanym Tyranie oraz jedna z głównych w Challengers.
Tomoe Tatsumi (jap. 巽巴 Tatsumi Tomoe)
Seiyū: Kōki Miyata 
Młodszy brat Sōichiego. Bardzo mądry i ambitny chłopak, niestety czasem nazbyt dziecinny i naiwny, czym doprowadza starszego brata do szewskiej pasji. Z natury ma bardzo pogodne usposobienie i jest otwarty na każde nowe znajomości. Jego tendencja do dogłębnego analizowania wszystkiego, w wielu przypadkach uniemożliwia mu podejmowanie szybkich decyzji i wprowadza w zakłopotanie. Fascynują go roboty, a jego największym marzeniem jest praca w NASA. Obecnie mieszka ze swoim mężem - Mitsugu Kurokawą, w Stanach, ale urodził się w Nagoi. Jest postacią epizodyczną w Zakochanym tyranie i główną w Challengers.
Mitsugu Kurokawa (jap. 黒川貢 Kurokawa Mitsugu)
Seiyū: Tomokazu Sugita 
Z natury strachliwy i niepewny. Gdy nie potrafi z czymś sobie poradzić, popada w rozpacz i tylko Isogai jest w stanie mu pomóc. Powodem tego, może być ich wieloletnia przyjaźń. Jednak gdy jest postawiony w sytuacji kryzysowej, potrafi zebrać się w sobie i walczyć o to co dla niego cenne. Panicznie boi się Sōichiego, ale ma dobre relacje z Tetsuhiro. Razem ze swoim mężem - Tomoe Tatsumim w którym jest bardzo zakochany, mieszka w Stanach, ale urodził się w Tokio. Jest postacią epizodyczną w Zakochanym tyranie i główną w Challengers.
Yamaguchi (jap. やまぐち)
Jeden z licznych przyjaciół Morinagi z Uniwersytetu. Są sobie bliscy i chętnie pomagają sobie nawzajem. Nie jest świadomy orientacji Tetsuhiro' jak i uczucia jakim asystent darzy Sōichiego. Postać epizodyczna zarówno w Zakochanym tyranie jak i w Challengers.
Kunihiro Morinaga (jap. 森永国博 Morinaga Kunihiro)
Starszy (o dwa lata) brat Tetsuhiro. Opanowany, trzeźwo patrzący na świat, nie wypadający z roli "dobrze wychowanego" mężczyzny, co w dużym stopniu może wynikać z tego, że jako najstarszy syn, musiał przyjąć na siebie wszystkie wymagania rodziców. Na początku traktuje młodszego brata bardzo oschle, jednak po wyjaśnieniu nieprzyjemnego incydentu z przeszłości, ich stosunki diametralnie się poprawiają. Kunihiro bardzo ceni sobie bliskich, zarówno rodzinę jak i przyjaciół, choć na co dzień tego nie okazuje. Pracuje w banku w rodzinnym mieście, w Fukuoce. Jest główną postacią w Pukając do twoich drzwi i epizodyczną w Zakochanym tyranie.
Junya Masaki (jap. 順也真崎 Junya Masaki)
Najlepszy przyjaciel Kunihiro, nieszczęśliwie w nim zakochany. W obawie przed reakcją przyjaciela, nigdy nie wyznał mu uczuć. Był pierwszą miłością Tetsuhiro i to doprowadziło do zamieszania w ich rodzinnym mieście w Fukuoce. W trakcie trwania akcji Zakochanego tyrana Masaki i Kunihiro spotykają się ponownie po latach i stopniowo tworzą związek. Pochodzi z Fukuoki. Jest główną postacią w Pukając do twoich drzwi i epizodyczną w Zakochanym tyranie.
Pani Matsuda (jap. まつださん Matsuda-san)
Nie jest spokrewniona z rodziną Tatsumi, ale pomaga Sōichiemu w opiece nad rodzeństwem, dlatego czasem nazywana jest przez nich ciocią. Jest to starsza kobieta u której dzieci z rodziny Tatsumi zawsze znajdą opiekę i schronienie. Jest postacią epizodyczną.
Tatsumi Sojin (jap. 巽 宗仁 Tatsumi Sojin)
Ojciec Sōichiego, Tomoe i Kanako. Pogodny, roztrzepany, bezproblemowy. Gotowy uchylić swoim dzieciom nieba i niejednokrotnie udowadniał, że ich szczęście jest dla niego najważniejsze. Pasjonują go owady i zawodowo zajmuje się badaniem ich gatunków oraz ekosystemów w których występują. Jest postacią epizodyczną.
Hana (jap. 花 Hana)
Matka Sōichiego, Tomoe i Kanako. Umarła, gdy tamci byli jeszcze dziećmi. Fizycznie nigdy nie pojawiła się w komiksie, ale kilkakrotnie została wspomniana. Dodatkowo kilka jej zdjęć pojawiło się w rozdziale specjalnym, opublikowanym w GUSH. Jest postacią epizodyczną.
Ayano Miharu (jap. 彩乃美春 Ayano Miharu)
Radosna i skora do plotek dziewczyna. Została wybrana jako jeden z dwóch asystentów Sōichiego. Jest jedną z nielicznych dziewczyn, która nie jest zainteresowana flirtem z Tatsumim. Postać drugoplanowa (od tomu 9).
Shota Tadokoro (jap. 昇太田所 Shota Tadokoro)
Miły i opanowany chłopak. Został wybrany jako jeden z dwóch asystentów Sōichiego. Do swojej nowej pracy podchodzi bardzo poważnie i trochę bardziej zaradczym nastawieniem, niż Miharu. Jest postacią drugoplanową (od tomu 9).

## Manga
| Nr | Język japoński    | Język japoński         | Język polski     | Język polski           |
| Nr | Data wydania      | ISBN                   | Data wydania     | ISBN                   |
| -- | ----------------- | ---------------------- | ---------------- | ---------------------- |
| 01 | 10 lutego 2005    | ISBN 978-4877243982    | czerwiec 2013    | ISBN 978-83-63650-09-4 |
| 02 | 10 listopada 2005 | ISBN 978-4877244309    | sierpień 2013    | ISBN 978-83-63650-10-0 |
| 03 | 9 grudnia 2006    | ISBN 978-4877244835    | październik 2013 | ISBN 978-83-63650-11-7 |
| 04 | 10 kwietnia 2008  | ISBN 978-4877248444    | luty 2014        | ISBN 978-83-63650-12-4 |
| 05 | 10 czerwca 2009   | ISBN 978-4877241292    | maj 2014         | ISBN 978-83-63650-13-1 |
| 06 | 20 lipca 2010     | ISBN 978-4877241971    | sierpień 2014    | ISBN 978-83-63650-14-8 |
| 07 | 10 listopada 2011 | ISBN 978-4796402453    | grudzień 2014    | ISBN 978-83-63650-15-5 |
| 08 | 10 kwietnia 2012  | ISBN 978-4796402767    | luty 2015        | ISBN 978-83-63650-16-2 |
| 09 | 10 kwietnia 2014  | ISBN 978-4-7964-0553-9 | lipiec 2015      | ISBN 978-83-63650-01-8 |
| 10 | 9 kwietnia 2016   | ISBN 978-4-7964-0852-3 | 28 kwietnia 2017 | ISBN 978-83-65722-22-5 |
| 11 | 10 kwietnia 2018  | ISBN 978-4796411387    | 22 lipca 2019    | ISBN 978-83-66132-65-8 |
| 12 | 10 lutego 2020    | ISBN 978-4796413480    | listopad 2021    | ISBN 978-83-66568-61-7 |

## OVA
W 2010 roku pierwszy tom mangi został zaadaptowany w dwuczęściowe OVA przez studio Primetime.
| Nr | Tytuł                                                  | Premiera          |
| -- | ------------------------------------------------------ | ----------------- |
| 01 | Koisuru Bōkun Volume 1 Koisuru Bōkun 1 (恋する暴君 １) | 25 czerwca 2010   |
|    |                                                        |                   |
| 01 | Koisuru Bōkun Volume 2 Koisuru Bōkun 2 (恋する暴君 ２) | 26 listopada 2010 |
|    |                                                        |                   |

## Drama CD
Firmy Inter Communications i Movic wypuściły serię płyt CD zawierających dramy oparte na mandze:
- Koisuru Bōkun (20 sierpnia 2005; Inter Communications) INCD-2145[17]
- Koisuru Bōkun 2 (25 grudnia 2006; Inter Communications) INCD-2164[18]
- Koisuru Bōkun 3 (22 czerwca 2011; Movic) MACY-2920[19]
- Koisuru Bōkun 4 (2 listopada 2011; Movic) MACY-2924[20]
- Koisuru Bōkun 5 (21 marca 2012; Movic) MACY-2925[21]
- Koisuru Bōkun 6 (22 sierpnia 2012; Movic) MACY-2939[22]